# بيانلو (سيلتان)
بيانلو (بالفارسية: بیانلو) هي قرية تقع في إيران في قسم سيلتان الريفي. يقدر عدد سكانها بـ 478 نسمة بحسب إحصاء 2016.